# Dunlop (Royaume-Uni)
Pour les articles homonymes, voir Dunlop (homonymie).
Dunlop est un village et une paroisse civile de l’East Ayrshire dans le nord-ouest de l'Écosse situé près de l'A735, au Nord-Est de Stewarton, à 11 kilomètres de Kilmarnock.
Il donne son nom au fromage homonyme.